# Yondiyoond
Yondiyoond (auch: Indu, Isola Iundu Iundu, Tegadi) ist eine winzige Insel von Somalia. Sie gehört politisch zu Jubaland und geographisch zu den Bajuni-Inseln, einer Kette von Koralleninseln (Barriereinseln), welche sich von Kismaayo im Norden über 100 Kilometer bis zum Raas Kaambooni nahe der kenianischen Grenze erstreckt.

## Geographie
Die Insel schließt sich im Norden an Juula an. Weiter nördlich liegt Kuwuubi.

## Klima
Als Klima herrscht heißes Steppenklima mit Monsuneinfluss.